# Esla
Esla (španělsky Rio Esla) je řeka v provinciích Zamora a León na severozápadě Španělska. Její délka činí 285 km. Povodí má rozlohu 15 700 km².

## Průběh toku
Pramení na jižních svazích Kantaberského pohoří a protéká Starokastilskou pahorkatinou. Je pravým přítokem Duera.

## Vodní stav
Průměrný dlouhodobý průtok na dolním toku je 250 m³/s. Nejvyšší vodnosti dosahuje od listopadu do května.

## Využití
Poblíž ústí byla vybudována přehradní nádrž. Řeka se využívá na zavlažování.